# 菲洛克塞諾斯蓄水池

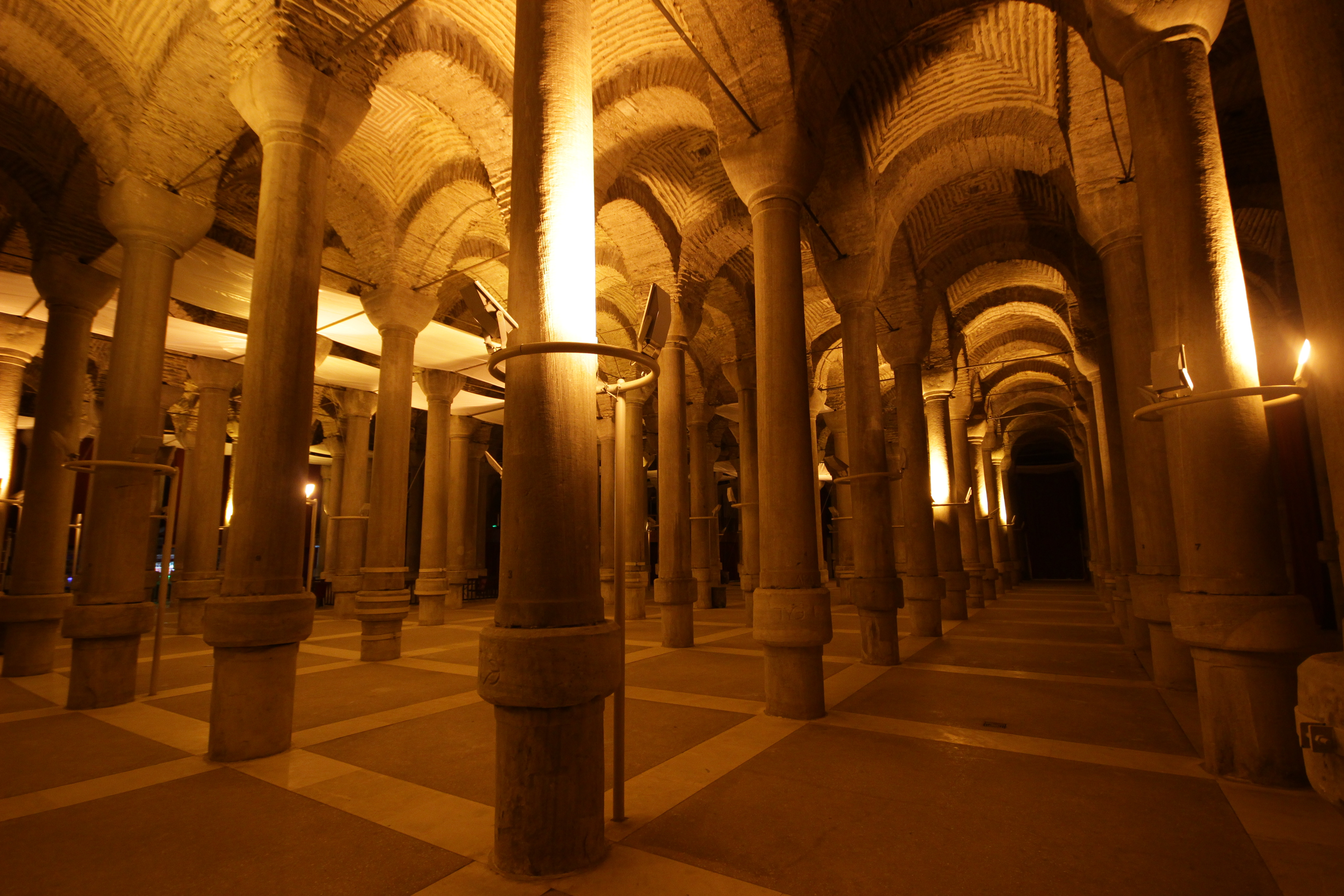

菲洛克塞諾斯蓄水池（希臘語：Κινστέρνα Φιλοξένου）是伊斯坦堡的一個人工地下蓄水池，位於君士坦丁廣場和君士坦丁堡競技場之間。菲洛克塞諾斯蓄水池現已得到修復，並作為旅遊景點對外開放。菲洛克塞諾斯蓄水池是君士坦丁堡僅次於地下水宮殿的第二大地下蓄水池。